# Benjamin Guggenheim
Benjamin Guggenheim (26. října 1865 Filadelfie, Pensylvánie – 15. dubna 1912 RMS Titanic, severní Atlantik) byl americký podnikatel a bohatý člen rodiny Guggenheimů. Patřil k nejvýznamnějším americkým cestujícím na palubě RMS Titanic a zahynul spolu s dalšími 1 495 lidmi, když se loď při své první plavbě potopila a vzala s sebou 1 496 z 2 208 cestujících na palubě.

## Raný život
Narodil se ve Filadelfii v Pensylvánii jako pátý ze sedmi synů do rodiny bohatého důlního magnáta Meyera Guggenheima a jeho ženy Barbary. Rodiče Meyera Guggenheima byli židovského původu: jeho otec byl švýcarský Žid narozený v Lengnau v kantonu Aargau a matka byla německá Židovka. Meyer Guggenheim se na lodi do Spojených států seznámil s Barbarou Meyersovou (1834–1900) a o čtyři roky později, kolem roku 1852, se s ní oženil. Benjamin byl prvním členem své rodiny, jenž šel na vysokou školu, v roce 1882 nastoupil na Columbia College a imatrikuloval se v ročníku 1887. Většina předmětů mu však připadala nudná a po druhém roce studia zanechal. Navštěvoval také Peirceovu obchodní školu (nyní Peirce College), tehdy jednu z nejvýznamnějších obchodních škol v zemi.
V roce 1894 se oženil s Florette Seligmanovou (1870–1937), dcerou Jamese Seligmana, staršího partnera firmy J. & W. Seligman & Co., a Rosy Seligman, rozené Content. Její rodina pocházela z Baiersdorfu ve Francích v Německu. Společně měli tři dcery: Benitu Rosalind Guggenheimovou (1895–1927), Marguerite „Peggy“ Guggenheimovou (1898–1979) a Barbaru Hazel Guggenheimovou (1903–1995).
Guggenheim zdědil po matce velké obnosy peněz. Kvůli obchodním záležitostem se od své ženy odcizil a často se zdržoval mimo jejich newyorský domov. Udržoval si byt v Paříži ve Francii.

## Titanic

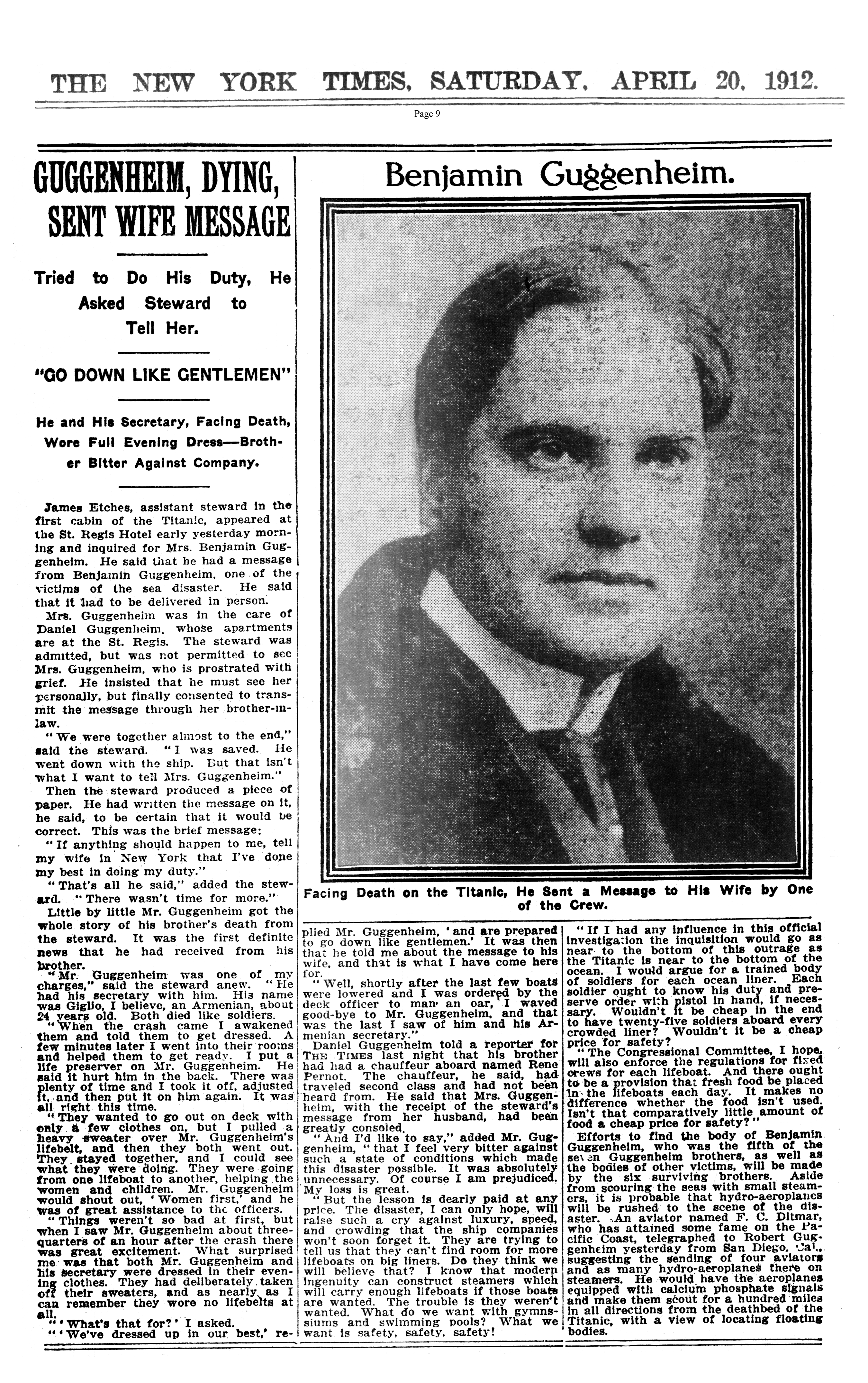
Tento článek v deníku The New York Times popisuje podle svědectví asistujícího stevarda poslední hodiny Guggenheimovy plavby, kdy pomáhal ostatním cestujícím nastupovat do záchranných člunů, místo záchranné vesty si oblékl společenský oděv a řekl, že on a jeho sekretářka „jsou připraveni jít ke dnu jako gentlemani“.

Na palubě RMS Titanic Guggenheima doprovázela jeho milenka, francouzská zpěvačka Léontine Aubartová (1887–1964), tajemník Victor Giglio (1888–1912), šofér René Pernot (1872–1912) a služebná paní Aubartové Emma Sägesserová (1887–1964). Jeho palubní lístek měl číslo 17593 a stál 79 liber 4 s (jiné zdroje uvádějí cenu 56 liber 18 s 7 d). On a Giglio obsadili kajutu B84, zatímco Aubartová a Sägesserová kajutu B35. Pernot obsadil neznámou kajutu druhé třídy.
Guggenheim a Giglio během nárazu Titanicu na ledovec spali, těsně po půlnoci lodního času je probudily Aubartová a Sägesserová, které náraz cítily. Sägesserová později citovala Giglia, který řekl: „Nevadí, ledovce! Co je to ledovec?“[zdroj?] Pokojový stevard Henry Etches se zastavil u Guggenheimovy kajuty B-84, vzbudil Guggenheima a Giglia a řekl jim, aby se oblékli. Během evakuace se stevard Etches vrátil do Guggenheimovy kajuty; Guggenheim na první zaklepání otevřel dveře, z čehož Etches usoudil, že se magnát teprve odebral k odpočinku a svlékl se do postele. Etches vstoupil do pokoje, vytáhl jejich tři záchranné vesty a jednu z nich Guggenheimovi nasadil. „To bude bolet“, postěžoval si Guggenheim. Etches jim pomohl natáhnout přes oba těžké svetry. Giglio a Guggenheim zůstali spolu, když opouštěli kajutu a vycházeli na palubu. Etches je z povzdálí pozoroval a později vypověděl, že Guggenheim a jeho komorník chodili od jednoho záchranného člunu k druhému a ujišťovali se, že ženy a děti jsou v bezpečí na palubě člunů, a že oba byli důstojníkům velmi nápomocni.
Guggenheim si nakonec uvědomil, že situace je daleko vážnější, než naznačoval. Rose Amelie Icardová, která potopení Titanicu přežila, v dopise napsala: „Milionář Benjamin Guggenheim se poté, co pomohl zachránit ženy a děti, lépe oblékl a do knoflíkové dírky si dal růži, a čekal na smrt.“ Nějakou dobu po příchodu na palubu zahlédl Etches Guggenheima a Giglia – byli oblečeni do večerních šatů a sundali si svetry a záchranné vesty. Guggenheim vysvětlil: „Oblékli jsme se do toho nejlepšího a jsme připraveni jít ke dnu jako gentlemani.“ Etches, který potopení přežil, si Guggenheimův vzkaz nahrál, aby ho mohl jeho ženě předat: „Kdyby se mi něco stalo, vyřiďte mé ženě v New Yorku, že jsem udělal vše, co bylo v mých silách, abych splnil svou povinnost.“ Etches dále sledoval, jak Guggenheim a Giglio kolem člunů č. 7 a 5 a „pomáhají ženám a dětem“. Guggenheim opakovaně křičel „ženy mají přednost“ a oba muži byli důstojníkům „velkou pomocnou silou“. Jiný stevard údajně uvedl, že Guggenheim přes něj poslal své ženě další zprávu, v níž stevarda žádal, aby jí vyřídil: „Tuto hru jsem hrál až do konce a na palubě lodi nezůstala žádná žena, neboť Ben Guggenheim byl zbabělec. Vyřiďte jí, že mé poslední myšlenky budou patřit jí a našim děvčatům.“ Podle stevarda si Guggenheim „zapálil doutník a odebral se na palubu lodi, aby pomohl naplnit záchranné čluny“. Když Aubartová a Sägesserová neochotně nastupovaly do záchranného člunu č. 9, Guggenheim byl údajně na palubě poblíž a v němčině pronesl: „Brzy se zase uvidíme! Je to jen oprava. Zítra Titanic opět vypluje.“ Etches uvedl: „Krátce poté, co bylo spuštěno několik posledních člunů a palubní důstojník mi přikázal obsadit veslo, jsem panu Guggenheimovi zamával na rozloučenou, a to bylo naposledy, co jsem ho a Giglia viděl.“ Guggenheim a Giglio, stejně jako Guggenheimův šofér Pernot, zahynuli během potopení lodi. Jejich těla nebyla nikdy nalezena.

## Odkaz
Guggenheimova rodina včetně jeho bratra Roberta doufala, že se jim podaří získat zprávy o jejich milovaném, o němž tisk před příjezdem lodi Carpathia do New Yorku informoval, že je mezi pohřešovanými. Zprávu, že Guggenheim zemřel, potvrdila bezdrátová depeše odeslaná z lodi a přijatá 18. dubna 1912. Etches vyprávěl rodině o tom, že Guggenheim byl během plavby jedním z jeho svěřenců. Dále jim vyprávěl o Guggenheimových činech a o poslední laskavosti, o kterou ho požádal. Etches předložil dopis, předal jej vdově a sdělil: „To je vše, co řekl, na víc nebyl čas.“ Rodina byla za zprávu a návštěvu velmi vděčná.

### Ztvárnění
- Camillo Guercio (1953) (Titanic)
- Victor Thorley (1956) Kraft Television Theatre; A Night to Remember)
- Harold Goldblatt (1958) A Night to Remember) (britský film)
- John Moffatt (1979) S.O.S. Titanic; TV film)
- Joseph Kolinski (1997) Titanic; muzikál Broadway)
- Michael Ensign (1997) Titanic
- David Eisner (2012) Titanic; TV seriál/3 díly)[21]